# Lijst van voetbalinterlands Litouwen - Slovenië
Deze lijst van voetbalinterlands is een overzicht van alle officiële voetbalwedstrijden tussen de nationale teams van Litouwen en Slovenië. De landen speelden tot op heden zes keer tegen elkaar, te beginnen met een kwalificatiewedstrijd voor het Europees kampioenschap voetbal 1996 op 16 november 1994 in Maribor. Het laatste duel, een kwalificatiewedstrijd voor het Wereldkampioenschap voetbal 2018, werd gespeeld in Ljubljana op 4 september 2017.

## Wedstrijden
| № | Plaats    | Datum            | Competitie           | Wedstrijd           | Uitslag |
| - | --------- | ---------------- | -------------------- | ------------------- | ------- |
| 1 | Maribor   | 16 november 1994 | EK 1996 kwalificatie | Slovenië – Litouwen | 1 – 2   |
| 2 | Vilnius   | 7 juni 1995      | EK 1996 kwalificatie | Litouwen – Slovenië | 2 – 1   |
| 3 | Vilnius   | 12 oktober 2014  | EK 2016 kwalificatie | Litouwen − Slovenië | 0 − 2   |
| 4 | Ljubljana | 9 oktober 2015   | EK 2016 kwalificatie | Slovenië − Litouwen | 1 − 1   |
| 5 | Vilnius   | 4 september 2016 | WK 2018 kwalificatie | Litouwen − Slovenië | 2 − 2   |
| 6 | Ljubljana | 4 september 2017 | WK 2018 kwalificatie | Slovenië − Litouwen | 4 − 0   |

## Samenvatting
| Competitie      | Totaal gespeeld | Winst Litouwen | Gelijk | Winst Slovenië | Doelsaldo Litouwen – Slovenië |
| --------------- | --------------- | -------------- | ------ | -------------- | ----------------------------- |
| WK-kwalificatie | 2               | 0              | 1      | 1              | 2 − 6                         |
| EK-kwalificatie | 4               | 2              | 1      | 1              | 5 − 5                         |
| Totaal          | 6               | 2              | 2      | 2              | 7 − 11                        |

## Details

### Derde ontmoeting
| EK 2016 kwalificatie (scheidsrechter Mihalis Koukoulakis, Vilnius, 12 oktober 2014): |              | |
| Litouwen | 0 – 2        | Slovenië |
| | goals        | 33', 37' Milivoje Novakovič |
| Igoris Pankratjevas | bondscoach   | Srečko Katanec |
| Giedrius Arlauskis Georgas Freidgeimas Egidijus Vaitkūnas Vytautas Andriuškevičius Tadas Kijanskas Karolis Chvedukas 75' Mindaugas Panka 32' Artūras Žulpa Arvydas Novikovas Deivydas Matulevičius Fiodor Černych | opstellingen | Samir Handanović Boštjan Cesar Branko Ilič Mišo Brečko Andraž Struna 46' Dalibor Stevanovič 66' Nejc Pečnik Jasmin Kurtič Kevin Kampl Milivoje Novakovič 87' Andraž Kirm |
| Gediminas Vičius 32' Saulius Mikoliūnas 75' | wissels      | 46' Aleš Mertelj 66' Valter Birsa 87' Dejan Lazarević |
| Arvydas Novikovas 45+3' Deivydas Matulevičius 45+3' Karolis Chvedukas 56' Tadas Kijanskas 90+3' | gele kaarten | 23' Dalibor Stevanovič 45+3' Milivoje Novakovič |

LFF · A-internationals · Bondscoaches · Statistieken · Litouws vrouwenelftal · Olympisch elftal · Litouwen U21 · Litouwen U20 · Litouwen U19 · Litouwen U18 · Litouwen U17 · Litouwen U16
1923 – 1929 ·
1930 – 1939 ·
1940 – 1949 ·
1950 – 1989 · 
1990 – 1999 ·
2000 – 2009 ·
2010 – 2019 ·
2020 − 2029
1923 · 
1924 · 
1925 · 
1926 · 
1927 · 
1928 · 
1929 · 
1930 · 
1931 · 
1932 · 
1933 · 
1934 · 
1935 · 
1936 · 
1937 · 
1938 · 
1939 · 
1940 · 
1941–1944 · 
1945 · 
1946 · 
1947 · 
1948 · 
1949 · 
1950–1955 · 
1956 · 
1957–1978 · 
1979 · 
1980–1989 · 
1990 · 
1991 · 
1992 · 
1993 · 
1994 · 
1995 · 
1996 · 
1997 · 
1998 · 
1999 · 
2000 · 
2001 · 
2002 · 
2003 · 
2004 · 
2005 · 
2006 · 
2007 · 
2008 · 
2009 · 
2010 · 
2011 · 
2012 · 
2013 · 
2014 · 
2015 · 
2016 · 
2017 ·
2018 ·
2019 ·
2020 ·
2021
Albanië ·
Andorra ·
Argentinië ·
Armenië ·
Azerbeidzjan ·
België ·
Bosnië en Herzegovina ·
Brazilië ·
Bulgarije ·
Chili ·
Cyprus ·
Denemarken ·
Duitsland ·
Egypte ·
Engeland ·
Estland ·
Faeröer ·
Finland ·
Frankrijk ·
Georgië ·
Gibraltar ·
Griekenland ·
Hongarije ·
Ierland ·
IJsland ·
Indonesië ·
Iran ·
Israël ·
Italië ·
Joegoslavië ·
Jordanië ·
Kazachstan ·
Koeweit ·
Kosovo ·
Kroatië ·
Letland ·
Liechtenstein ·
Luxemburg ·
Mali ·
Malta ·
Moldavië ·
Montenegro ·
Nieuw-Zeeland ·
Noord-Ierland ·
Noord-Macedonië ·
Noorwegen ·
Oekraïne ·
Oostenrijk ·
Polen ·
Portugal ·
Roemenië ·
Rusland ·
San Marino ·
Saoedi-Arabië ·
Schotland ·
Servië ·
Servië en Montenegro ·
Slovenië ·
Slowakije ·
Spanje ·
Tsjechië ·
Turkije ·
Turkmenistan ·
Verenigde Arabische Emiraten ·
Wit-Rusland ·
Zweden ·
Zwitserland
NZS · A-internationals · Bondscoaches · Selecties · Statistieken · Sloveens vrouwenelftal · Olympisch elftal · Slovenië U21 · Slovenië U20 · Slovenië U19 · Slovenië U18 · Slovenië U17 · Slovenië U16
1991 – 1999 ·
2000 – 2009 ·
2010 – 2019 ·
2020 − 2029
EK's: 1996 · 
2000 · 
2004 · 
2008 · 
2012 · 
2016 · 
2020 · 
2024
WK's: 1998 · 
2002 · 
2006 · 
2010 · 
2014 · 
2018 ·
2022
1991 · 
1992 · 
1993 · 
1994 · 
1995 · 
1996 · 
1997 · 
1998 · 
1999 · 
2000 · 
2001 · 
2002 · 
2003 · 
2004 · 
2005 · 
2006 · 
2007 · 
2008 · 
2009 · 
2010 · 
2011 · 
2012 · 
2013 · 
2014 · 
2015 · 
2016 · 
2017 · 
2018 ·
2019 ·
2020 ·
2021 ·
2022 ·
2023 ·
2024
Albanië ·
Algerije ·
Argentinië ·
Armenië ·
Australië ·
Azerbeidzjan ·
België ·
Bosnië en Herzegovina ·
Bulgarije ·
Canada ·
China ·
Colombia ·
Cyprus ·
Denemarken ·
Duitsland ·
Engeland ·
Estland ·
Faeröer ·
 Finland ·
Frankrijk ·
Georgië ·
Ghana ·
Gibraltar ·
Griekenland ·
Honduras ·
Hongarije ·
IJsland ·
Israël ·
Italië ·
Ivoorkust ·
Joegoslavië ·
Kazachstan ·
Kosovo ·
Kroatië ·
Letland ·
Litouwen ·
Luxemburg ·
Malta ·
Mexico ·
Moldavië ·
Montenegro ·
Nederland ·
Nieuw-Zeeland ·
Noord-Ierland ·
Noord-Macedonië ·
Noorwegen ·
Oekraïne ·
Oman ·
Oostenrijk ·
Paraguay ·
Polen ·
Portugal ·
Qatar ·
Roemenië ·
Rusland ·
San Marino ·
Saoedi-Arabië ·
Schotland ·
Servië ·
Servië en Montenegro ·
Slowakije ·
Spanje ·
Trinidad en Tobago ·
Tsjechië ·
Tunesië ·
Turkije · 
Uruguay ·
Verenigde Arabische Emiraten ·
Verenigde Staten ·
Wales ·
Wit-Rusland ·
Zuid-Afrika ·
Zweden ·
Zwitserland
Algerije (2010) · 
Engeland (2010) · 
Paraguay (2002) · 
Spanje (2002) · 
Verenigde Staten (2010) · 
Zuid-Afrika (2002)